# Polonaises, opus 40 de Chopin

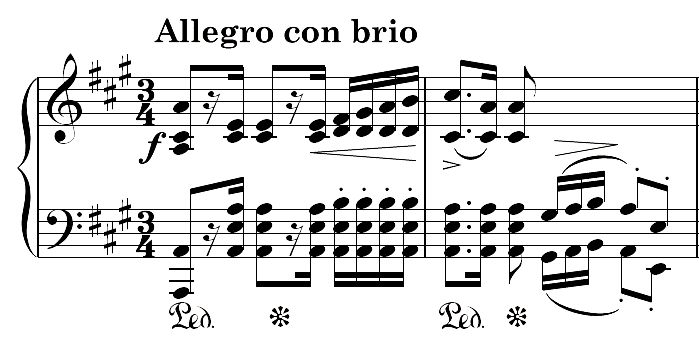
Extrait de la Polonaise No.1 en La majeur de Chopin, Op.40

Les Polonaises opus 40 de Frédéric Chopin ont été publiées en 1840 à Leipzig et à Paris chez Troupenas. Les deux sont dédiées à Julian Fontana, ami et copiste du compositeur.

## Polonaise en la majeur opus 40 n° 1, allegro con brio
Composée en octobre 1838, c'est la Troisième Polonaise de Chopin ; elle est surnommée Militaire.
Sur un tempo allegro c'est un morceau technique reprenant le rythme traditionnel de la polonaise. Il demande au pianiste de réaliser de grands sauts de la main gauche (octaves, accords à cinq notes, triolets, trilles) tout en contrôlant les nuances qui sont subtiles (alternance entre mezzo forte, forte et fortissimo et quelques crescendo). C'est un morceau se présentant sous la forme ABA avec des barres de répétitions.[réf. souhaitée]

## Polonaise en ut mineur opus 40 n° 2, allegro maestoso
Composée en 1838, c'est la Quatrième Polonaise de Chopin, qu'il termina lors de son séjour à Majorque.

## Source
- François-René Tranchefort (dir.), Guide de la musique de piano et de clavecin, Paris, Fayard, coll. « Les indispensables de la musique », 1987, 870 p. (ISBN 978-2213016399, BNF 34978617), p. 213